# Monika Maciewicz
Monika Maciewicz (ur. 8 kwietnia 1973 w Przemyślu) – polska pisarka, nauczycielka języka polskiego, logopedka, autorka scenariuszy programu Teatroteka Szkolna prowadzonego przez Instytut Teatralny im. Zbigniewa Raszewskiego w Warszawie, członkini Towarzystwa Przyjaciół Nauk w Przemyślu, promotorka kultury słowiańskiej.

## Życiorys
Absolwentka Wyższej Szkoły Pedagogicznej w Rzeszowie (kierunek filologia polska) oraz Akademii Pedagogicznej im. Komisji Edukacji Narodowej w Krakowie (kierunek logopedia). Mieszka w Przemyślu.
W 2006 zadebiutowała tomikiem dla dzieci Bajki pełne marzeń (Wydawnictwo Skrzat; ponowne wydanie 2009).
Jej opowiadanie Uciekaj, nim przyjdzie noc zostało wyróżnione w konkursie literackim organizowanym przez wydawnictwo Videograf II oraz księgarnię internetową Polish Books i opublikowane w antologii Na końcu świata napisane. Autoportret współczesnej polskiej emigracji (2008).
Od 2017 prowadzi blog Jesteśmy Słowianami – strona miłośników słowiańszczyzny, w którym popularyzuje kulturę słowiańską oraz miejsca z nią związane.
Pierwszą powieść pt. Wiedma, z gatunku słowiańskiego fantasy, wydała jako samopublikację w 2008. W 2021 Wiedma ukazała się nakładem wydawnictwa Zysk i S-ka, które w 2022 opublikowało kontynuację, powieść Kruki. W 2023 ukazał się trzeci tom cyklu o Wiedmie pt. Żmijątko. W 2023 jedno z opowiadań Moniki Maciewicz opublikowano w zbiorze Obiata. Antologia słowiańska, wydanym przez wydawnictwo Planeta Czytelnika. W 2024 napisała książkę dla dzieci Mali Słowianie. Opowiadania o dawnym świecie wydaną przez Sine Qua Non
Angażuje się w działalność Towarzystwa Przyjaciół Nauk im. Kazimierza Marii Osińskiego w Przemyślu, publikowała w czasopiśmie „Rocznik Przemyski. Literatura i Język”.

## Twórczość
- Bajki pełne marzeń, Wydawnictwo Skrzat, 2006, 2009.
- Uciekaj, nim przyjdzie noc w antologii Na końcu świata napisane, Videograf II, 2008.
- Wiedma, 2018, Zysk i S-ka, 2021.
- Kruki, Zysk i S-ka, 2022.
- Żmijątko, Zysk i S-ka, 2023.
- Dziad wędrowny w antologii Obiata, Planeta Czytelnika, 2023.
- Mali Słowianie. Opowiadania o dawnym świecie, SQN, 2024.

## Nagrody
- Wyróżnienie w konkursie literackim organizowanym przez wydawnictwo Videograf II oraz księgarnię internetową Polish Books[11].
- W konkursie SLAVNI – złoty płomień kultury 2023, organizowanym przez iSAP Słowiańską Agencję Prasową, powieść Wiedma zdobyła tytuł Najlepszy Debiut Literacki[23].
- W konkursie SLAVNI - złoty płomień kultury 2024, organizowanym przez iSAP Słowiańską Agencję Prasową, powieść Żmijątko zdobyła tytuł Najlepsza Książka Rozrywkowa 2024[24].